# (11490) 1988 TE
1988 تي إي (ويعرف أيضًا باسم (11490) 1988 تي إي وفق تسمية الكوكب الصغير) (بالإنجليزية: 1988 TE)‏ هو كويكب ضمن حزام الكويكبات؛ وترتيبه 11490 من حيث الاكتشاف.
اكتُشف هذا الجُرم الفلكي بواسطة هيروشي كانيدا في 3 أكتوبر 1988.

## وصلات خارجية
- (11490) 1988 TE في قاعدة بيانات مختبر الدفع النفاث لأجرام النظام الشمسي الصغيرة

- الاكتشاف · مخطط المدار ·  العناصر المدارية · المعلمات المادية

- (11490) 1988 TE على موقع ويكي سكاي: DSS2, SDSS, GALEX, IRAS, Hydrogen α, X-Ray, Astrophoto, Sky Map, Articles and images